# Frank Cavett
Frank Morgan Cavett (* 27. Dezember 1905 in Jackson, Ohio; † 25. März 1973 in Santa Monica, Kalifornien) war ein US-amerikanischer Drehbuchautor, der zwei Oscars gewann.

## Leben
Nach dem Schulbesuch studierte er an der Ohio University sowie der Yale University, ehe er Anfang der 1930er Jahre als Drehbuchautor in der Filmwirtschaft Hollywoods begann und an der Entstehung von rund einem Dutzend Filmen beteiligt war. Sein Debüt hatte er als Schreiber der Vorlage für den Film Vanity Street (1932) von Nick Grinde.
Bei der Oscarverleihung 1945 gewann er zusammen mit Frank Butler den Oscar für das beste adaptierte Drehbuch für den Film Der Weg zum Glück (1945) von Leo McCarey. 1948 war er zusammen mit Dorothy Parker für den Oscar in der Kategorie beste Originalgeschichte nominiert für den Film Smash-Up: The Story of a Woman (1947) von Stuart Heisler.
Den Oscar für die beste Originalgeschichte gewann er schließlich bei der Oscarverleihung 1953 zusammen mit Fredric M. Frank und Theodore St. John für den Film Die größte Schau der Welt (1952) von Cecil B. DeMille.
Weitere bekannte Filme waren Heirate nie beim ersten Mal (1934) von W. S. Van Dyke, Herrscher der Meere (1939) von Frank Lloyd, Second Chorus (1940) von H. C. Potter, Das grüne Korn (1945) von Irving Rapper sowie Colorado (1951) von William A. Wellman. Er war zudem mit Edward Roberts Autor des Theaterstücks Forsaking All Others (1933), das zwischen März und Juni 1933 110 Mal am Times Square Theater aufgeführt wurde.
Cavett war mit Mary Oakes, einem Fotomodel und Schauspielerin, verheiratet und hatte mit dieser zwei Söhne: Morgan Cavett war als Komponist auch bei Filmproduktionen tätig, während Jon Cavett Schauspieler war.